# هری استایلز
هری ادوارد استایلز (به انگلیسی: Harry Edward Styles) (زادهٔ ۱ فوریه ۱۹۹۴) خواننده، ترانه‌سرا، تهیه‌کننده و بازیگر بریتانیایی است. فعالیت وی در عرصه موسیقی از سال ۲۰۱۰ با شرکت در برنامه تلویزیونی بریتانیایی استعدادیابی صدا ایکس فاکتور آغاز شد. او در این مسابقه به عنوان یک خواننده سولو (تک خوان) موفق نبود و در مراحل اولیه حذف شد. با این وجود، استایلز دوباره برای تشکیل گروه وان دایرکشن به همراه چهار شرکت کننده دیگر به این برنامه بازگردانده شد.
بعد از تعلیق گروه وان دایرکشن در سال ۲۰۱۶، استایلز به عنوان هنرمند مستقل با کمپانی کلمبیا رکوردز قرارداد همکاری امضا کرد.
استایلز اولین آلبوم انفرادی خود را با نام خود، از طریق کلمبیا رکوردز در سال ۲۰۱۷ منتشر کرد. این آلبوم در رتبه اول در بریتانیا و ایالات متحده قرار گرفت و یکی از ده آلبوم پرفروش سال جهان شد. تک آهنگ اصلی آن، "نشانه زمان " در صدر جدول تک آهنگ‌های بریتانیا قرار گرفت. استایلز اولین تجربه بازیگری خود را در فیلم جنگی کریستوفر نولان، دانکرک، در سال ۲۰۱۷ انجام داد. آلبوم دوم او، خط باریک (۲۰۱۹)، در صدر بیلبورد ۲۰۰ آمریکا و با بیشترین فروش در هفته اول، توسط یک هنرمند مرد انگلیسی در تاریخ و در میان "۵۰۰ آلبوم برتر تمام اعصار رولینگ استون"، در سال ۲۰۲۰ ذکر شده بود. چهارمین تک آهنگ آن، شیرینی هندوانه، در صدر ۱۰۰ بیلبورد داغ ایالات متحده قرار گرفت.
استایلز در طول حرفه اش، جوایز و نامزدی‌های زیادی به دست آورده‌است، از جمله دو جایزه بریت، یک جایزه گرمی، یک جایزه آیور نوولو و جایزه موسیقی آمریکا. جدا از موسیقی، او به خاطر مد پر زرق و برقش نیز شهرت دارد و اولین مردی است که به صورت انفرادی روی جلد مجله ووگ ظاهر شد.

## اوایل زندگی
استایلز در ردیچ، ووسترشر به دنیا آمد و در هولمز چپل، چشر، انگلستان بزرگ شد. او در مدرسه "Holmes Chapel Comprehensive" تحصیل کرد. مادر وی انی کاکس و پدرش دزموند استایلز نام دارد.بسیاری از اجدادش کارگران مزرعه در نورفولک بودند. او یک خواهر بزرگتر از خود به نام جما دارد. والدین او هنگامی که او هفت سال داشت از یکدیگر جدا شدند. سپس مادر استایلز با رابین توییست ازدواج کرد. هری استایلز رابطهٔ بسیار خوبی با رابین داشت. رابین در سال ۲۰۱۷ بعد از سالها مبارزه با سرطان درگذشت.
هری در سن شانزده سالگی به‌صورت پاره‌وقت در یک نانوایی کار می‌کرد.
او از زمانی که کودک بود علاقه زیادی به خوانندگی داشت. از آرتیست‌های مورد علاقه او الویز پرسلی و گروه‌های راک بیتلز و بان جووی را می‌توان نام برد. استایلز قبل از عضویت در گروه وان دایرکشن خوانندهٔ اصلی گروهی به نام وایت‌اسکیمو بود و با این گروه برندهٔ جایزهٔ مسابقه‌ای محلی شد.

## حرفه

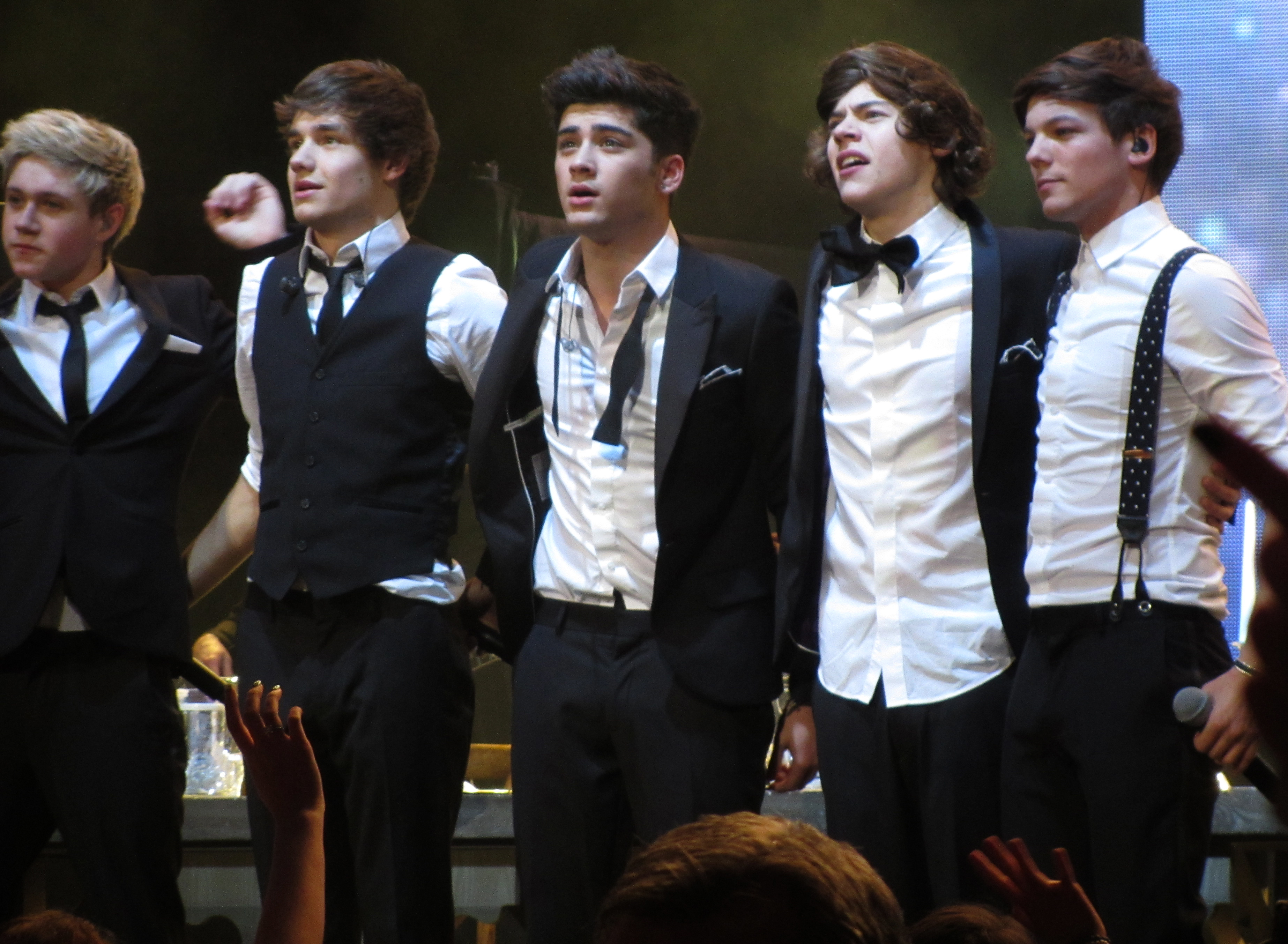
سایمن کاول در سال ۲۰۱۰ در اکس فکتور انگلستان گروه وان دایرکشن را هدایت کرد و باعث سوم شدن آن‌ها شد. این گروه یکی از اقدامات بین‌المللی کویول است.

استایلز به دنبال یک پیشنهاد از مادرش، در ۱۱ آوریل ۲۰۱۰ به عنوان یک کاندیدا انفرادی برای سری هفتم رقابت آواز تلویزیونی بریتانیا، «ایکس فاکتور» در این مسابقه شرکت کرد و ترانه Isn't She Lovely از استیوی واندر را خواند.او موفق به پیشرفت به رده «پسران» در «خانه قضاوت» شد. چهار نفر دیگر در گروه سنی خود نیز شکست خورده‌اند، اما در پیشنهاد نیکول شرزینگر، داور مهمان به مسابقه بازگشتند.آن‌ها در گروه ومبلی آرنا قرار گرفتند و در ژوئیه ۲۰۱۰ در مرحله «قایقرانی» رقابت مورد قرار گرفتند. گروهی که شامل استایلز، نایل هوران، لیام پین، لوئیس تاملینسون و زین مالیک بود.در سال ۲۰۱۷، استایلز گفت که نام وان دایرکشن را او برای گروه پیشنهاد داده بود و اعضای‌گروه با این این نام موافقت کردند.
گروه وان دایرکشن برای اولین اجرای خود در "خانهٔ قضاوت" یا همان Judge’s House یک نسخه آکوستیک از "Torn" را اجرا کرد.
سایمن کاول بعداً اظهار داشت که عملکرد این گروه او را متقاعد کرده و به‌نظرش اعضای این گروه با اعتماد به نفس، سرگرم‌کننده و دوستانه هستند."در چهار هفته اول نمایش زنده، آن‌ها آخرین اقدام کاول در رقابت بودند.این گروه به سرعت در انگلیس به محبوبیت رسید.
مدت کوتاهی پس از آن تأیید شد که قرارداد همکاری بین وان دایرکشن و کاول به مبلغ ۲ میلیون پوند به امضا رسیده‌است.
وان دایرکشن به سرعت در مدیا به موفقیت بسیار چشم‌گیری رسید. آن‌ها آلبوم اول خود با اسم همه شب بیدار را در سال ۲۰۱۱ و آلبوم دوم خود را با اسم مرا به خانه ببر در سال ۲۰۱۲ منتشر کردند. آلبوم سوم آن‌ها با اسم خاطرات نیمه شب در تاریخ ۲۵ نوامبر ۲۰۱۳ منتشر شد. آن‌ها رکوردهای بسیاری را شکستند. در سال ۲۰۱۳ موزیک ویدئو بهترین ترانه دنیا که از همین آلبوم بود جایزه مراسم جوایز بریت را از آن خود کرد. آن‌ها در مراسم جوایز موسیقی آمریکا سال ۲۰۱۳ نیز دو جایزه را از آن خود کردند. این گروه به عنوان یک گروه بریتانیایی در آمریکا ۳۰ میلیون بدست آوردند.
استایلز و دیگر اعضای گروه در سال ۲۰۱۲ در قسمتی از سریال آی کارلی ظاهر شدند. آن‌ها همچنین در سال ۲۰۱۳ در مستند «این ماییم» با بازی خودشان ظاهر شدند؛ که این فیلم در اواخر سال ۲۰۱۳ به بازار آمد و فروش چشمگیری داشت. از سال ۲۰۱۵ و پس از انتشار آلبوم ساخته شده در بامداد فعالیت گروه به حالت معلق درآمد هر یک از اعضا فعالیت مستقل خود را شروع کردند.
در می ۲۰۱۶ اعلام شد که هری استایلز قرار است در فیلم دانکرک ایفای نقش کند. دانکرک فیلمی اکشن-مهیج به کارگردانی و نویسندگی کریستوفر نولان است و در ژوئیه ۲۰۱۷ منتشر شد.
هری استایلز در سال ۲۰۱۳ مجموعه‌ای از بعضی از لباس‌های خود را به حراج اینترنتی گذاشت و تمام مبلغ حاصل از آن را وقف خیره کرد. هری استایلز در می ۲۰۱۶ موهای خود را کوتاه و به خیریه‌ای که از کودکان سرطانی حمایت می‌کرد اهدا کرد تا برای کودکان سرطانی کلاه گیس ساخته شود. هری استایلز سه فرزند خوانده دارد و به‌طور کلی در بسیاری از امور خیرانه شرکت داشته‌است.

### واکنش بهخیزش ۱۴۰۱ ایران
استایلز، در توری که در تاریخ ۱۰ نوامبر ۲۰۲۲، در لس آنجلس داشت به حمایت از مردم ایران، پرچم شیر و خورشید (پرچم زمان شاه ایران) را در کنسرت خود بر افراشته کرد.

## جایزه‌ها و نامزدی‌ها

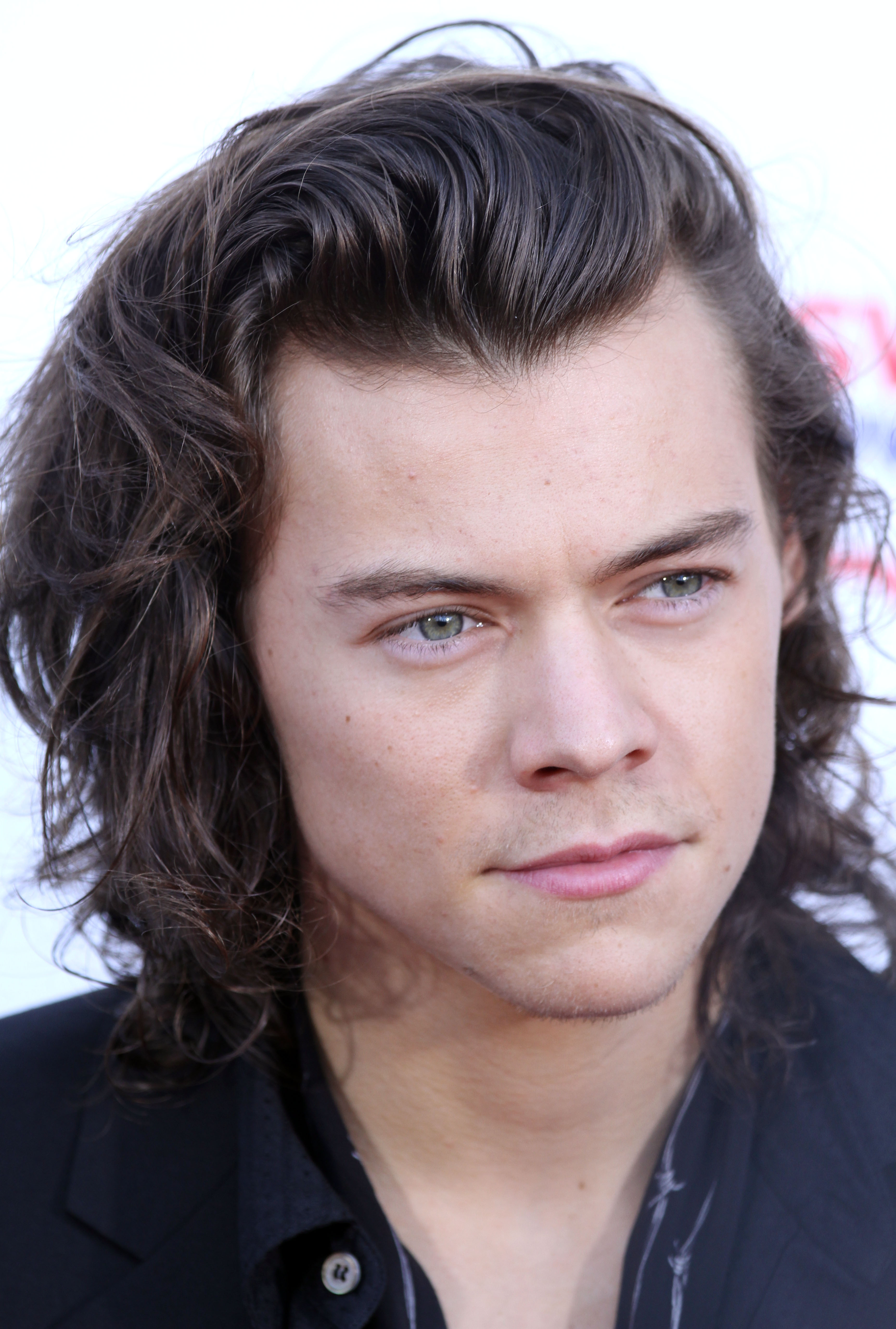
استایلز در جوایز موسیقی ای‌آرآی‌ای ۲۰۱۴

## آلبوم‌شناسی
- هری استایلز (۲۰۱۷)
- فاین‌لاین (۲۰۱۹)
- خانه هری (۲۰۲۲)

## تور کنسرت
- هری استایلز: تور زنده (۲۰۱۷–۱۸)

## فیلم‌شناسی

### فیلم
| سال  | عنوان                                      | نقش      | یاداشت                              |
| ---- | ------------------------------------------ | -------- | ----------------------------------- |
| ۲۰۱۲ | همه شب بیدار: تور زنده                     | خودش     | آلبوم ویدیویی                       |
| ۲۰۱۳ | وان دایرکشن: این ما هستیم                  | خودش     | فیلم مستند کنسرت                    |
| ۲۰۱۴ | وان دایرکشن: جایی که ما هستیم - فیلم کنسرت | خودش     | فیلم کنسرت                          |
| ۲۰۱۷ | هری استایلز: پشت آلبوم                     | خودش     | مستد                                |
| ۲۰۱۷ | دانکرک                                     | الکس     |                                     |
| ۲۰۲۱ | جاودانگان                                  | اروس     | نقش کوتاه، معرفی برای فیلم‌های آینده |
| ۲۰۲۲ | نگران نباش عزیزم                           | جک       |                                     |
| ۲۰۲۲ | پلیس من                                    | تام برگش |                                     |

### تلویزیون
| سال ساخت   | عنوان فیلم                      | نقش           | یاداشت                         |
| ---------- | ------------------------------- | ------------- | ------------------------------ |
| ۲۰۱۰       | ایکس فاکتور                     | خودش          | شرکت کننده: سری هفت            |
| ۲۰۱۲       | آی کارلی                        | خودش          | قسمت iGo One Direction         |
| ۲۰۱۲–۲۰۱۴  | پخش زنده شنبه شب                | خواننده مهمان | ۵ قسمت (۳ قسمت با وان دایرکشن) |
| ۲۰۱۷       | هری استایلز در بی‌بی‌سی           | خودش          | برنامه ویژه تلویزیون           |
| ۲۰۱۹، ۲۰۱۷ | برنامه آخر آخر شب با جیمز کوردن | مهمان         | ۲ قسمت                         |
| ۲۰۱۸       | با هم خوشحال                    |               | تهیه‌کننده اجرایی               |